# Márcia Freire
Márcia Freire (Salvador, 20 de dezembro de 1969) é uma cantora brasileira considerada um dos maiores ícones do gênero musical conhecido por axé. 
Foi vocalista durante 13 anos da banda Cheiro de Amor (1986-1996/2000-2003) onde  lançou 12 discos que venderam cerca de 7 milhões de cópias. Emplacou diversas músicas na banda  entre elas: "Auê", "Rebentão", "Canto ao Pescador" , "É O Ouro", "Doce Obsessão" , "Lero-Lero", "Pureza da Paixão" , entre outras . Atualmente está na carreira solo , onde lançou 4 discos e emplacou nacionalmente a canção "Vermelho". Uma das principais cantoras surgidas com o Axé music, Márcia Freire já era um fenômeno de popularidade na Bahia antes do surgimento de Daniela Mercury e Ivete Sangalo no cenário musical.

## Biografia
Márcia Freire iniciou sua carreira cantando em barzinhos de Salvador ao lado de grandes ícones da música baiana como Daniela Mercury (que também chegou a fazer teste para vocalista da Banda Cheiro de Amor, mas por ter ficado grávida de seu primeiro filho, acabou desistindo) Sarajane e Netinho.
Márcia foi convidada para substituir Laurinha Arantes (que partiu para cantar na Banda Novos Bárbaros) e assumir o cargo de vocal feminino da então Banda Pimenta De Cheiro, ao lado de Caco, banda que logo seria rebatizada com o nome do bloco a que pertencia: Banda Cheiro De Amor.
Logo no primeiro disco Pimenta de Cheiro  a banda emplacou alguns sucessos em todo o nordeste, como os hits "Baiana Merengueira", "Tema do Cheiro de Amor", "Que Arerê" e "Dançar Merengue". Em 1988 a banda estoura em todo norte-nordeste com o disco Salassiê, que emplaca "Roda Baiana" e "Salassiê". Mas foi em 1989 com o lançamento do disco Festa que a banda ficou conhecida nacionalmente, já que a canção "Auê", estourou em todo o território nacional. Com isso Márcia Freire tornou-se uma das principais figuras femininas do Carnaval de Salvador entre os anos de 1985 e 1995 ao lado de nomes como Marinêz (Banda Reflexu's), Janete & Jaciara (Banda Mel/Gente Brasileira) Sarajane (que já havia estourado para todo o Brasil) Márcia Short & Alobêned (Banda Mel, 2º formação) Margareth Menezes, Simone Moreno, Silvinha Torres e Daniela Mercury, transformando a Banda Cheiro De Amor em uma das maiores bandas da Bahia.
Em 1990 veio o disco Suingue que emplacou a canção "Rebentão", sendo a primeira música da banda a conseguir o primeiro lugar na Parada Oficial Brasileira. Em 1991 o quinto disco É O Ouro, nesse disco está um dos maiores sucessos de toda a carreira do grupo, a faixa "Canto Ao Pescador", referência musical quando se fala em Cheiro de Amor. No ano de 1992 é lançado o disco Bahia, que emplaca duas canções a nível nacional: "Doce Obsessão" e "Mente e Corpo".
Márcia se destacou no começo do estouro da axé music pelo estilo esfuziante e inquieto, dando liga a mistura de frevos, merengues e galopes proposta pelo som da Banda Cheiro que trazia uma forte influência do frevo pernambucano alinhada à guitarra baiana, tornando o ritmo futuramente conhecido como "axé" mais comercial. Isso fez com que o sucesso chegasse de forma explosiva ao sudeste do país, lotando casas no eixo Rio-São Paulo. A Banda Cheiro de Amor participou dos principais programas de televisão do Brasil como Cassino do Chacrinha, Globo de Ouro, Xuxa e Domingão do Faustão.
Com o sucesso da banda, o bloco Cheiro de Amor permaneceu por algum tempo como um dos mais caros e disputados do carnaval de Salvador ao lado do bloco Camaleão, puxado pela Banda Chiclete com Banana. A banda Cheiro foi a primeira banda baiana a lançar um disco ao vivo. Banda Cheiro de Amor Ao Vivo gravado em São Paulo durante 3 noites na extinta casa de shows Olympia e lançado 1993, o disco foi um dos mas vendidos do ano, obtendo enorme sucesso comercial e emplacando um dos maiores clássicos do grupo, a música "Lero Lero". Naquele mesmo ano, por conta de divergências profissionais, Serginho - que ocupou o lugar de Caco e dividia com Márcia o posto de vocalista principal - deixaria a banda. Ainda em 93 é lançado o disco Adrenalina", com duas canções que ficaram entre as dez músicas mas tocadas do país nas rádios: "Pureza da Paixão" e "Adrenalina".
Em 1994 é lançado o álbum Fantasia um trabalho com repercussão menor, apenas a canção "Macarena" fez sucesso  nacional. No ano de 1995 após o lançamento do décimo disco da banda, Agitando Todas, que teve o hit "Pega no Balanço", Márcia  anuncia sua saída do grupo, pelo desejo de seguir em carreira solo.
Márcia comandou a Banda Cheiro ao lado de Caco (até 1991) e depois ao lado de Serginho (até 1993) que depois viria a ser vocalista da Banda Pimenta N'ativa, outro projeto pertencente ao mesmo Grupo Cheiro.
Márcia Freire e Ivete Sangalo são as duas artistas que mais colecionam prêmios de Melhor Cantora do carnaval da Bahia, além de estatuetas de Melhor Música e Melhor Bloco. Durante cinco anos consecutivos, entre 1993 a 1996, Márcia Freire foi eleita a Melhor Cantora do Carnaval de Salvador. Em 2001 venceu o prêmio Dodô & Osmar de “Destaque Feminino no Carnaval”. Devido a sua energia contagiante nos palcos e trios elétricos, Márcia foi apelidada pelos fãs e radialistas de "Furacão Loiro".
Em 1996 inicia sua carreira solo, Márcia Freire gravou quatro discos: Marcia Freire(1996) , Maravilha(1997), Gente Boa (1999) e Timbalaiê (2000). Conquistando um disco de ouro e emplacando nacionalmente o sucesso "Vermelho" (também gravado e lançado na mesma época pela cantora Fafá de Belém) que, de acordo com o jornal Folha de S.Paulo, foi uma das músicas  mais executadas nas rádios do Brasil no ano de 1996.
Márcia Freire já teve músicas incluídas em trilhas sonoras de produções da Rede Globo De Televisão as canções: " O Amor em Mim" e "Lua" respectivamente temas do seriado Malhação e foi duas vezes convidada do projeto fonográfico "Casa De Samba" comandado por Rildo Hora. No "Casa De Samba - Volume 02", Márcia cantou ao lado do grupo Noite Ilustrada o clássico "Volta Por Cima" e no quarto volume da série ela interpretou ao lado do cantor Bebeto a clássica "O Meu Amor Chorou".
Apenas os dois primeiros trabalhos solo obtiveram certo destaque, os seguintes, lançados por duas gravadoras diferentes (Abril Music e Paradoxx), não chegaram a emplacar nenhum hit a nível nacional.
Por conta de um processo trabalhista e um acordo judicial, Márcia retornou à Banda Cheiro de Amor no final do ano 2000, onde lançou mais dois discos: Tô Na Multidão (2001) e Ballet de Rua (2002) que apesar da boa divulgação por parte das gravadoras (o trabalho de 2001 foi distribuído pela Globo Polydor) não obteve grande êxito. Márcia entrou com data certa para sair: ela deixaria novamente o posto em 2003 para que uma nova vocalista assumisse, sendo a então novata Alyne Olliveira, que mais tarde viría a se chamar Alinne Rosa.
Hoje Márcia continua cantando em carreira solo, lançando músicas esporadicamente e se apresentando em eventos especiais, sempre com um repertório cheio de hits relembrando sua fase áurea na Banda Cheiro de Amor. Fora do carnaval da Bahia a cerca de 4 anos, em 2016 ela voltou a se apresentar na capital no comando de um trio independente, percorrendo o circuito Barra, desde de então está presente em todos os anos na folia.
Em 2018 lançou o EP Malembá seu novo trabalho de estúdio, que contém cinco canções inéditas, que marca o retorno de Márcia com um álbum de inéditas, algo que nao ocorria desde do ano de 2002, quando lançou o album “Ballet de Rua” pela banda Cheiro de Amor.
Além do single “Malembá” esse que ganhou um clip gravado na capital baiana, trouxe as canções “Cola ou não cola”; “Axeggaeton” e as baladas “Só Quero Te Fazer Feliz” que ganhou uma versão com o cantor Saulo Fernandes e “Agora é Passado” essa com o cantor Venezuelano Labarca. 
Esse novo trabalho de Marcia ganhou destaque nas plataformas digitais como o Spotify e Deezer e chegou a 50 mil acessos, a canção “Malembá” entrou na lista das 20 melhores músicas do carnaval de 2019 pelo site Correio 24 horas.

## Carnaval de Salvador

### Blocos no Carnaval

#### Circuito Campo Grande
- 1985 - Free - Lance
- 1987 a 1996 - Bloco Cheiro de Amor
- 1997 - Bloco Coruja
- 1997 - Bloco Internacionais
- 1998 a 1999 - Bloco Pinel
- 2000 - Bloco Internacionais
- 2000 - Saudade é Folia
- 2001 a 2003 - Bloco Cheiro de Amor
- 2004 a 2005 - Bloco Pinel

#### Circuito Barra/Ondina
- 1997 -  Bloco Auê
- 1997 -  Bloco Fissura
- 1997 a 2000 - Bloco Alô Inter
- 2001 a 2003 - Bloco A Barca
- 2004 - Bloco Alô Inter
- 2004 a 2005 - Bloco Tê tê tê
- 2005 a 2006 - Bloco Tô Ligado
- 2009 - Arrastão do Furacão
- 2012 - Os Mascarados
- 2016 - Bloco sem Cordas
- 2019 - Bloco sem Cordas

### Prêmio Dôdo e Osmar
- 1993 - Melhor Cantora - Melhor Bloco - "Cheiro de Amor"
- 1994 - Melhor Cantora - Melhor Bloco - "Cheiro de Amor
- 1995 - Melhor Cantora
- 1996 - Hit do Carnaval "Pega no Balanço"
- 1997 - Melhor Bloco Alternativo "Bloco Auê"
- 1999 - Melhor Puxadora de Trio Elétrico
- 2001 - Melhor Destaque Feminino
- 2002 - "Hour Concour"
- 2003 - "Melhor Figurino"
- 2005 - Melhor Destaque Femino

## Discografia

### Como vocalista da Banda Cheiro de Amor - (1986 a 1996/2000 a 2003)
| ANO  | ÁLBUM                        | GRAVADORA                  | VENDA     |
| 1987 | Pimenta De Cheiro            | RGR                        | 35.000    |
| 1988 | Salassiê                     | Polygram / Universal Music | 120.000   |
| 1989 | Festa                        | Polygram / Universal Music | 250.000   |
| 1990 | Swíngue                      | Polygram / Universal Music | 350.000   |
| 1991 | É O Ouro                     | Polygram / Universal Music | 420.000   |
| 1992 | Bahia                        | Polygram / Universal Music | 750.000   |
| 1993 | Banda Cheiro de Amor Ao Vivo | Polygram / Universal Music | 600.000   |
| 1993 | Adrenalina                   | Polygram / Universal Music | 1.200.000 |
| 1994 | Fantasia                     | Polygram / Universal Music | 400.000   |
| 1995 | Agitando Todas               | Polygram / Universal Music | 350.000   |
| 2000 | Tô Na Multidão               | Universal Music            | 50.000    |
| 2002 | Ballet De Rua                | Indie Records              | 45.000    |

Em Carreira Solo - (1996 a 2000) (2003 e atualmente)
1. ↑  «Dados artísticos». dicionariompb.com.br. Consultado em 23 de agosto de 2019